# Swarovski
D. Swarovski KG – austriackie przedsiębiorstwo zajmujące się produkcją wyrobów ze szkła ołowiowego, zwanego szkłem kryształowym (lub potocznie „kryształem”), takich jak biżuteria, optyka myśliwska, akcesoria dekoracyjne, figurki zwierząt (znajdujące kolekcjonerów), a także dżety/cekiny, które mają za zadanie ozdabiać m.in. ubiór, biżuterie, telefony komórkowe oraz paznokcie (tipsy). Przedsiębiorstwo tworzy również szkła kontaktowe i większość (około 76%) kryształków montowanych wewnątrz odblasków instalowanych na polskich drogach. Swoje produkty dekoracyjne oraz biżuterię sprzedaje wyłącznie w monobrandowych butikach.
Przedsiębiorstwo należy do rodziny Swarovskich od chwili założenia w 1895 roku przez Daniela Swarovskiego. Grupa przedsiębiorstw jest własnością około dwustu członków rodziny. Największym akcjonariuszem jest prawnuk założyciela, Gernot Langes-Swarovski, posiadający 17% udziałów.

## Swarovski w Polsce
W czerwcu 2017 roku w Gdańsku otwarto globalne centrum usług Swarovskiego. Jednostka ma zatrudniać kilkaset osób i będzie się zajmować usługami dla firmy z zakresu kadr, płac, księgowości i zakupów. Marcel Angst, przedstawiciel firmy Swarovski, powiedział, że o wyborze Gdańska zdecydowały: wykształcona kadra, warunki infrastrukturalne, możliwości współpracy z lokalnymi władzami oraz kultura miasta zgodna z kulturą i wartościami firmy.
W Polsce znajduje się (stan na rok 2016) 17 butików Swarovskiego: w Warszawie (3), Krakowie (3), Gdyni (2), Łodzi (2), Poznaniu (3), Wrocławiu (2) oraz po jednym w Bydgoszczy, Toruniu, Kielcach, Gdańsku, Katowicach, Szczecinie, Rzeszowie, Częstochowie, Białymstoku i Lublinie, jednakże tylko w trzech pierwszych miastach działają butiki z pełną kolekcją marki.
Swarovski należy do marek premium. W innych miastach europejskich (zwłaszcza stolicach) butiki tej firmy są bardziej powszechne. W Brukseli znajduje się 5 oficjalnych sklepów.